# Ectroma insigne
Ectroma insigne är en stekelart som först beskrevs av Mercet 1921.  Ectroma insigne ingår i släktet Ectroma och familjen sköldlussteklar. Inga underarter finns listade i Catalogue of Life.